# イブリン・シアーズ
イブリン・シアーズ（Evelyn Sears, 1875年3月9日 - 1966年11月10日）は、アメリカ・マサチューセッツ州ウォルサム出身の女子テニス選手。フルネームは Evelyn Georgianna Sears （イブリン・ジョージアンナ・シアーズ）という。1900年代後半の全米選手権で活躍し、1907年の女子シングルスと1908年の女子ダブルスで優勝した。左利きの選手で、全米選手権の歴史を通じて「女子選手で最初の左利き優勝者」になった人である。彼女は全米選手権男子シングルスの初代優勝者、リチャード・シアーズのいとこにあたる。
イブリン・シアーズはマサチューセッツ州ボストンにある「ロングウッド・クリケット・クラブ」という名門のテニスクラブに所属していたが、彼女が全米選手権に初参加したのは1907年の大会で、この時すでに32歳を迎えていた。当時の全米選手権は、各部門が個別の名称を持ち、大会会場も別々のテニスクラブで開かれていた。女子シングルス競技は、ペンシルベニア州フィラデルフィアにある「フィラデルフィア・クリケット・クラブ」で行われていた。シアーズは1回戦から決勝まで、1セットも落とさずに優勝を決めた。当時はトーナメントのシステムも現在とは大きく異なり、「チャレンジ・ラウンド」（挑戦者決定戦）から「オールカマーズ・ファイナル」（大会前年度優勝者とチャレンジ・ラウンド勝者で優勝を争う）の流れで優勝者を決定した。この方式の場合、自動的に決勝に進出できる前年優勝者が出場しなかった場合は、チャレンジ・ラウンドの決勝結果を優勝記録表に記載する。1907年の全米選手権女子シングルスでは、1906年の優勝者ヘレン・ホーマンズが出場しなかった。シアーズはチャレンジ・ラウンド決勝でキャリー・ニーリーを 6-3, 6-2 で破り、こうして同選手権史上初の「左利きの女子優勝者」になった。
1908年の全米選手権では、イブリン・シアーズは前年度優勝者としてチャレンジ・ラウンドの勝者を待つ立場であったが、チャレンジ・ラウンドを勝ち上がった38歳のモード・バーガー＝ウォラックに 3-6, 6-1, 3-6 で敗れ、大会2連覇を逃した。この年は女子ダブルスで活躍し、マーガレット・カーチスとペアを組んで優勝する。シアーズとカーチスは、決勝でキャリー・ニーリー＆マリオン・スティーバー組を 6-3, 5-7, 9-7 で振り切った。その後、シアーズは1916年に8年ぶり3度目の全米選手権出場があり、41歳にしてチャレンジ・ラウンド準決勝まで勝ち進んでいる。最後の全米出場から半世紀後、イブリン・シアーズは1966年11月10日に故郷のウォルサムで91歳の長い生涯を終えた。

## 全米選手権の成績
- 女子シングルス：1勝（1907年）
- 女子ダブルス：1勝（1908年）